# Иванов, Валентин (астроном)
Валентин Димитров Иванов (род. 1 августа 1967, Бургас) — болгарский астроном и писатель-фантаст.
Валентин Иванов родился в болгарском городе Бургас в 1967 году. В 1985 году окончил гимназию в Кырджали, а в 1992 — Софийский университет со степенью магистра. В 2001 году защитил докторскую диссертацию в Аризонском университете, США. С 2001 года работает в Европейской южной обсерватории в Чили.
Сфера изучения Валентина Иванова — звёздные скопления, коричневые карлики, экзопланеты и др. Совместно с Рэем Джаявардханой является одним из пионеров в области исследования планемо — особой разновидности экзопланет. Открыл первое двойное планемо Oph 162225-240515.
Фантастические рассказы Валентин Иванов пишет с ученических лет. В соавторстве с Кириллом Добревым издал в 2006 г. сборник научно-фантастических рассказов «Профессия Герой».